# Eliphas Lévi

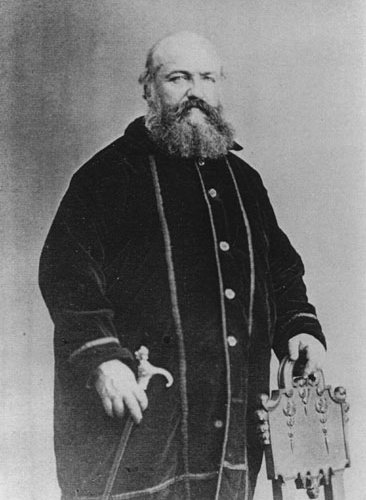
Eliphas Lévi

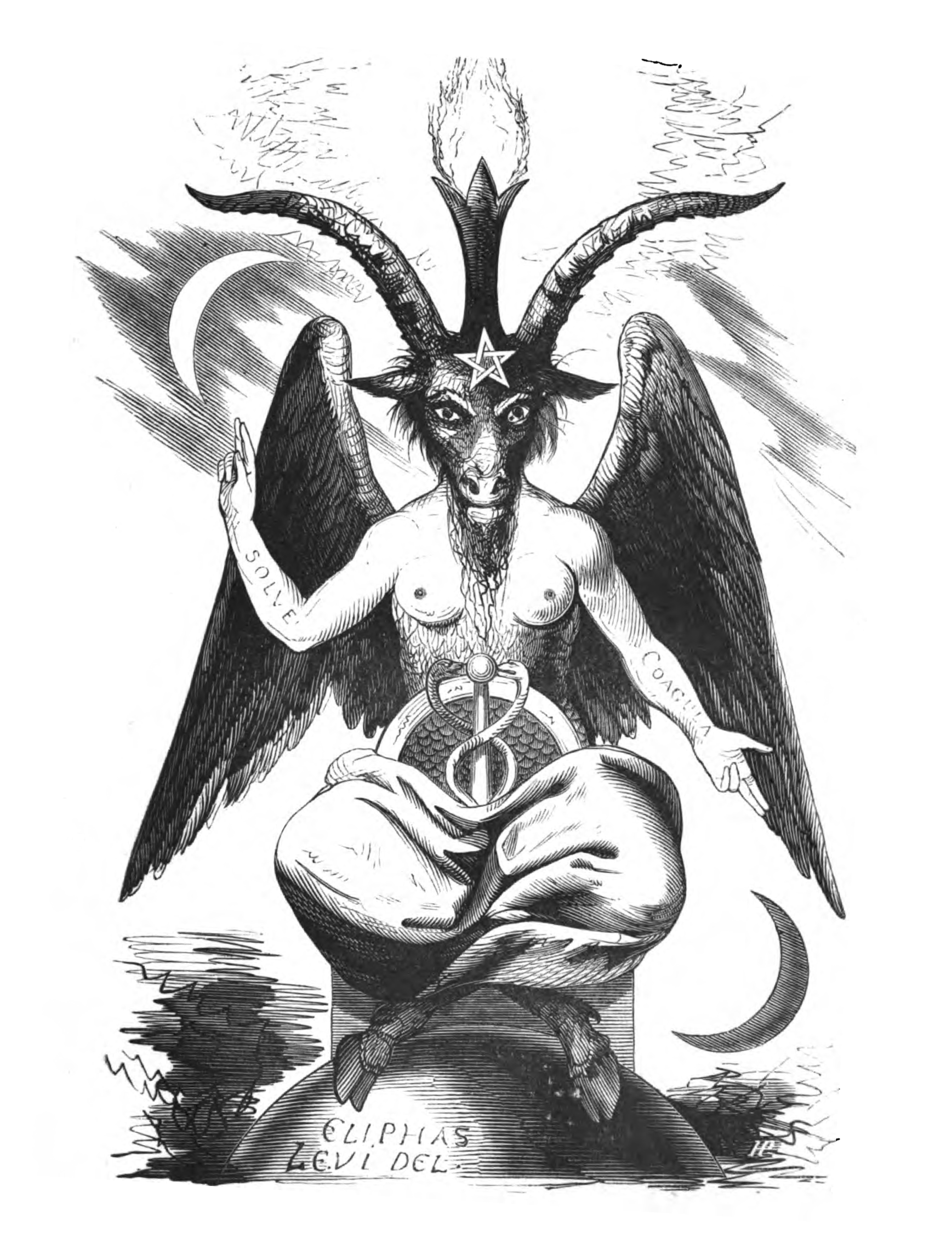
Baphomet, w Dogme et Rituel de la Haute Magie 1855

Eliphas Lévi Zahed, właśc. Alphonse-Louis Constant (ur. 8 lutego 1810, zm. 31 maja 1875) – francuski autor ksiąg o tematyce magicznej, mason.
Swoje prace pisał pod pseudonimem Eliphas Lévi, stąd też pod tym właśnie imieniem jest najlepiej znany współcześnie. Eliphas Lévi powstało jako próba przetłumaczenia na język hebrajski jego prawdziwego imienia (Alphonse-Louis).
Eliphas był synem sprzedawcy butów z Paryża; kształcił się w seminarium duchownym, jednakże zakochał się, wskutek czego rzucił naukę jeszcze przed przyjęciem święceń kapłańskich. Napisał kilka prac o tematyce religijno-magicznej oraz radykalnych traktatów politycznych. Kilka sprawiło, iż dwa razy skazywany był na karę więzienia.
W 1854, Lévi odwiedził Anglię, gdzie poznał pisarza Edwarda Bulwer-Lyttona, który zainteresowany był różokrzyżowstwem i był prezesem nieposiadającego większej wagi stowarzyszenia różokrzyżowców. Wraz z nim napisali traktat o magii, który pojawił się w roku 1855 pod tytułem Dogme et Rituel de la Haute Magie, i został przetłumaczony na język angielski przez Artura Edwarda Waite jako Transcendental Magic.
W 1861 opublikował kolejną drugą część tego traktatu, La Clef des Grandes Mystères (The Key to the Great Mysteries, Klucz do Wielkich Tajemnic). Kolejne jego prace to Fables et Symboles (Stories and Images, Historie i Obrazy), 1862, oraz La Science des Esprits (The Science of Spirits, Nauka o Duchach), 1865. W 1868 napisał Le Grand Arcane, ou l'Occultisme Dévoilé (The Great Secret, or Occultism Unveiled, Wielki Sekret, czyli Okultyzm Ujawniony), która to praca opublikowana została dopiero pośmiertnie w roku 1898.
Jego wersja nauki o magii odniosła olbrzymi sukces, zwłaszcza po jego śmierci. Jego nauczanie nie zawierało oczywistych tekstów mogących świadczyć o fanatyzmie, nawet pomimo tego, iż jego dzieła uznawane były za „mroczne”. Eliphas nie starał się zarobić na swoich naukach, ani też, w przeciwieństwie do wielu wcześniejszych i późniejszych autorów, nie udawał, że jest członkiem jakiegoś starożytnego i tajemniczego stowarzyszenia. W swój system magiczny włączył karty tarota, wskutek czego stały się one ważnym atrybutem zachodnich magów. Wywarł on głęboki wpływ na magię Hermetycznego Zakonu Złotego Brzasku i to dzięki temu pamięta się dziś Léviego jako jednego z kluczowych postaci magii, które przyczyniły się odrodzenia magii w XX wieku.
Lévi podzielił pentagramy na dobre i złe. Dobre to jego zdaniem te, które przypominają swoim ułożeniem pięcioramienną gwiazdę, natomiast złe – to te odwrócone, gdyż przypominają koźli łeb. Często pentagram „zły” przedstawiany jest z głową Baphometa w środku. Symbol ten wykorzystał Anton Szandor LaVey, założyciel i najwyższy kapłan Kościoła Szatana.

## Literatura w języku polskim
- Eliphas Lévi, Wysoka Magia. Część praktyczna: Rytuał, Agencja Wydawnicza „Mefis”, Gdańsk 1993, seria „Kwiaty w Mroku”, ISBN 83-85952-01-2
- Eliphas Lévi, Dogmat i Rytuał Wysokiej Magii. Tom Drugi: Rytuał, Wydawnictwo XXL, Wrocław 2009, ISBN 978-83-928298-7-4
- Eliphas Lévi, Historia Magii, Dom Wydawniczy „Bellona”, Warszawa 2000 (przeł. z jęz. fr. Jerzy Prokopiuk), ISBN 83-11-09126-9
- Éliphas Lévi, Magiczny rytuał Sanctum Regnum, Lashtal Press, Gdynia 2015 (przeł. Krzysztof Azarewicz), ISBN 978-83-939284-2-2